# Aerangis arachnopus
Aerangis arachnopus es una orquídea epífita originaria de África.

## Descripción
Es una planta mediana de tamaño que prefiere clima caliente al fresco, es de hábito epífita. Tiene de 4 a 6 hojas oblanceoladas a obovadas, de color verde claro, bi-lobuladas de manera desigual. Produce una inflorescencia muy delgada de 60 cm de largo con 3 a 8 flores. Florece en la primavera.

## Distribución y hábitat
Se encuentra en Ghana, Congo, Guinea Ecuatorial, Gabón y el Zaire en los bosques siempreverdes o en viejos árboles de cítricos en alturas de 400 a 1000 m s. n. m.

## Taxonomía
Aerangis arachnopus fue descrita por (Rchb.f.) Schltr. y publicado en Beihefte zum Botanischen Centralblatt 36: 114. 1918.
Etimología
El nombre del género Aerangis procede de las palabras griegas: aer = (aire) y angos = (urna), en referencia a la forma del labelo.
arachnopus: epíteto latino que significa "el pie de la columna similar a una araña".
Sinonimia
- Aerangis batesii (Rolfe) Schltr.
- Aerangis biloboides (De Wild.) Schltr.
- Angorchis arachnopus (Rchb.f.) Kuntze
- Angraecum arachnopus Rchb.f.
- Angraecum batesii Rolfe
- Angraecum biloboides De Wild.
- Rhaphidorhynchus batesii (Rolfe) Finet	[3][4]